# ストックホルム級コルベット
ストックホルム級コルベット（スウェーデン語: Korvetter av Stockholmsklass）はスウェーデン海軍が運用しているコルベットの艦級。計画名はスピカ-III型。現在は哨戒艇として就役している。

## 設計
計画名のとおり、先行するノーショーピング級魚雷艇（スピカ-II型）の発展型であり、設計はYA-81型と称されている。スピカ-II型と比して、基準排水量にして70トン、水線長にして4.6メートルの大型化となった。また2002年から2003年にかけて、大規模な近代化改修が行われた。これにより、ガスタービンエンジンは、当時建造が進められていたヴィスビュー級と同系列の機種に換装されたほか、レーダー反射断面積・赤外線シグネチャー低減のため、上部構造物は大規模に刷新されたほか、マストもラティス型から塔型に変更された。この結果、排水量は更に増大している。

## 装備
当初、戦闘システムの中核として、SRA社製センサー932Eコンピュータを用いた、エリクソン社製MARIL-880武器管制装置を搭載していた。その後、上記の近代化改修の際に、サーブ 9LV Mk.3に基づく戦術情報処理装置に換装された。
主兵装としては、上部構造物直後の中部甲板にRBS-15艦対艦ミサイルの連装発射筒を両舷に各2基、計4基搭載したが、これは、必要に応じて、533mm魚雷発射管2基か400mm魚雷発射管4基、ないし機雷敷設軌条2条
と換装可能であった。砲熕兵器としては、艦首甲板にボフォースMk.2 70口径57mm単装速射砲を、また艦尾甲板に70口径40mm単装機銃を1基ずつ備えていたが、後者は近代改装の際に撤去された。砲射撃指揮装置（GFCS）としては9LV300を備えているが、これは、艦橋上に9LV200レーダー方位盤、マスト後面に9LV100光学方位盤を有する。

## 同型艦一覧
1981年9月に2隻が発注され、1985年に順次就役した。
| #   | 艦名                         | 起工          | 進水          | 就役          | 配属    | 状態   |
| --- | ---------------------------- | ------------- | ------------- | ------------- | ------- | ------ |
| K11 | ストックホルム HMS Stockholm | 1982年8月1日  | 1984年8月22日 | 1985年3月1日  | 第3戦隊 | 就役中 |
| K22 | マルメ HMS Malmö             | 1983年3月14日 | 1985年3月23日 | 1985年5月10日 | 第3戦隊 | 就役中 |